# Mota del Marqués
Mota del Marqués è un comune spagnolo di 449 abitanti situato nella comunità autonoma di Castiglia e León.